# A Csajok (televíziós sorozat, 2000) epizódjainak listája
Ez a cikk a Csajok című sorozat epizódjait tartalmazza.

## Évados áttekintés
| Évad | Évad | Epizódok | Eredeti sugárzás     | Eredeti sugárzás  | Eredeti adó |
| Évad | Évad | Epizódok | Évadpremier          | Évadfinálé        | Eredeti adó |
| ---- | ---- | -------- | -------------------- | ----------------- | ----------- |
|      | 1    | 22       | 2000. szeptember 11. | 2001. május 14.   | UPN         |
|      | 2    | 22       | 2001. szeptember 10. | 2002. május 20.   | UPN         |
|      | 3    | 25       | 2002. szeptember 23. | 2003. május 19.   | UPN         |
|      | 4    | 24       | 2003. szeptember 15. | 2004. május 24.   | UPN         |
|      | 5    | 22       | 2004. szeptember 20. | 2005. május 23.   | UPN         |
|      | 6    | 22       | 2005. szeptember 19. | 2006. május 8.    | UPN         |
|      | 7    | 22       | 2006. október 1.     | 2007. május 7.    | The CW      |
|      | 8    | 13       | 2007. október 1.     | 2008. február 11. | The CW      |

## 1. évad (2000-2001)
| Sor. | Év. | Cím                               | Rendező               | Író                                                                              | Premier                                 | Nézettség   |
| ---- | --- | --------------------------------- | --------------------- | -------------------------------------------------------------------------------- | --------------------------------------- | ----------- |
| 1.   | 1.  | Toe Sucking                       | Leonard R. Garner Jr. | Mara Brock Akil                                                                  | 2000. szeptember 11. 2004. november 18. | 4,87 millió |
| 2.   | 2.  | One Night Stand?                  | Leonard R. Garner Jr. | Mara Brock Akil                                                                  | 2000. szeptember 18.                    | 4,00 millió |
| 3.   | 3.  | Girlfrenzy                        | Erma Elzy-Jones       | Bernadette Luckett Strzeminski                                                   | 2000. szeptember 25.                    | 4,81 millió |
| 4.   | 4.  | Hip-Ocracy                        | Leonard R. Garner Jr. | Regina Y. Hicks                                                                  | 2000. október 2.                        | 3,61 millió |
| 5.   | 5.  | I Pity the Fool                   | Leonard R. Garner Jr. | Marcy Gray Rubin és David Silverman                                              | 2000. október 9.                        | 3,13 millió |
| 6.   | 6.  | The Remains of the Date           | Leonard R. Garner Jr. | Tim Edwards                                                                      | 2000. október 30.                       | 3,87 millió |
| 7.   | 7.  | Everything Fishy Ain't Fish       | Sheldon Epps          | Beverly D. Hunter                                                                | 2000. november 6.                       | 3,23 millió |
| 8.   | 8.  | Pregnant Pause                    | Sheldon Epps          | Regina Y. Hicks                                                                  | 2000. november 13.                      | 3,35 millió |
| 9.   | 9.  | Fried Turkey                      | Leonard R. Garner Jr. | Mark Alton Brown és Dee LaDuke                                                   | 2000. november 20.                      | 3,31 millió |
| 10.  | 10. | Never a Bridesmaid                | Sheldon Epps          | Temi Akinyemi                                                                    | 2000. november 27.                      | 3,27 millió |
| 11.  | 11. | The Importance of Being Frank     | Sheldon Epps          | Michael B. Kaplan                                                                | 2000. december 11.                      | 3,79 millió |
| 12.  | 12. | The List                          | Sheldon Epps          | Történet: Michael B. Kaplan és Lisa Michelle Payton Tévéjáték: Michael B. Kaplan | 2001. január 15.                        | 2,68 millió |
| 13.  | 13. | They've Gotta Have It             | Henry Chan            | Mara Brock Akil                                                                  | 2001. február 5.                        | 3,34 millió |
| 14.  | 14. | Bad Timing                        | Tony Singletary       | Bernadette Luckett Strzeminski                                                   | 2001. február 12.                       | 3,58 millió |
| 15.  | 15. | Old Dog                           | Sheldon Epps          | Marcy Gray Rubin és David Silverman                                              | 2001. február 19.                       | 2,94 millió |
| 16.  | 16. | Friends, Colleagues, Brothers     | Sheldon Epps          | Temi Akinyemi                                                                    | 2001. február 26.                       | 3,14 millió |
| 17.  | 17. | The Declaration of Lynndependence | Ken Whittingham       | Tim Edwards                                                                      | 2001. március 5.                        | 3,56 millió |
| 18.  | 18. | Diss-regard                       | Sheldon Epps          | Regina Y. Hicks                                                                  | 2001. március 12.                       | 3,19 millió |
| 19.  | 19. | A Kiss Before Lying               | Sheldon Epps          | Michael B. Kaplan                                                                | 2001. április 16.                       | 2,63 millió |
| 20.  | 20. | The Burning Vagina Monologues     | Ken Whittingham       | Történet: Michele Marburger és Judy Dent Tévéjáték: Kevin Marburger és Judy Dent | 2001. április 30.                       | 3,30 millió |
| 21.  | 21. | Loose Lips Sink Relationships     | Sheldon Epps          | Mark Alton Brown és Dee LaDuke                                                   | 2001. május 7.                          | 3,24 millió |
| 22.  | 22. | Jamaic-Up?                        | Sheldon Epps          | Mara Brock Akil                                                                  | 2001. május 14.                         | 3,27 millió |

## 2. évad (2001-2002)
| Sor. | Év. | Cím                                      | Rendező               | Író                                                                     | Premier              | Nézettség   |
| ---- | --- | ---------------------------------------- | --------------------- | ----------------------------------------------------------------------- | -------------------- | ----------- |
| 23.  | 1.  | The Fallout                              | Sheldon Epps          | Mara Brock Akil                                                         | 2001. szeptember 10. | 5,14 millió |
| 24.  | 2.  | Just Say No                              | Sheldon Epps          | Mark Alton Brown és Dee LaDuke                                          | 2001. szeptember 17. | 4,52 millió |
| 25.  | 3.  | A Full Court Conspiracy                  | Leonard R. Garner Jr. | Lamont Ferrell és Norman Vance Jr.                                      | 2001. szeptember 24. | 4,26 millió |
| 26.  | 4.  | Un-Treatable                             | Sheldon Epps          | Bernadette Luckett Strzeminski                                          | 2001. október 1.     | 4,92 millió |
| 27.  | 5.  | Buh-Bye                                  | Sheldon Epps          | Regina Y. Hicks                                                         | 2001. október 8.     | 4,62 millió |
| 28.  | 6.  | Willie or Wont He?                       | Henry Chan            | Michael B. Kaplan                                                       | 2001. október 15.    | 4,56 millió |
| 29.  | 7.  | Trick or Truth                           | Leonard R. Garner Jr. | Mara Brock Akil                                                         | 2001. október 29.    | 4,73 millió |
| 30.  | 8.  | Joan's Birthday Suit                     | Henry Chan            | Marcy Gray Rubin és David Silverman                                     | 2001. november 5.    | 5,29 millió |
| 31.  | 9.  | Maya Takes a Stan                        | Ken Whittingham       | Regina Y. Hicks                                                         | 2001. november 12.   | 4,70 millió |
| 32.  | 10. | Mom's the Word                           | Sheldon Epps          | Történet: Kevin G. Boyd és Bonita M. Alford Tévéjáték: Bonita M. Alford | 2001. november 19.   | 5,01 millió |
| 33.  | 11. | You Better Watch Out                     | Chip Hurd             | Regina Y. Hicks                                                         | 2001. december 17.   | 4,53 millió |
| 34.  | 12. | I Have a Dream House                     | Sheldon Epps          | Tim Edwards                                                             | 2002. január 21.     | 3,91 millió |
| 35.  | 13. | Sister, Sistah                           | Leonard R. Garner Jr. | Bernadette Luckett Strzeminski                                          | 2002. február 4.     | 4,40 millió |
| 36.  | 14. | Willie or Won't He II: The Last Chapter? | Sheldon Epps          | Michael B. Kaplan                                                       | 2002. február 11.    | 4,38 millió |
| 37.  | 15. | Can't Stan Ya!                           | Mary Lou Belli        | Lamont Ferrell és Norman Vance Jr.                                      | 2002. február 25.    | 4,60 millió |
| 38.  | 16. | Take Me Out After the Ballgame           | Sheldon Epps          | Regina Y. Hicks                                                         | 2002. március 4.     | 4,10 millió |
| 39.  | 17. | Childs in Charge                         | Leonard R. Garner Jr. | Karin Gist                                                              | 2002. március 18.    | 4,29 millió |
| 40.  | 18. | Taming of the Realtess                   | Sheldon Epps          | Kevin Marburger és Michele Marburger                                    | 2002. március 25.    | 4,63 millió |
| 41.  | 19. | X Does Not Mark the Spot                 | Sheldon Epps          | Keith Josef Adkins                                                      | 2002. április 29.    | 4,21 millió |
| 42.  | 20. | My Mother, Myself                        | Sheldon Epps          | Mark Alton Brown és Dee LaDuke                                          | 2002. május 6.       | 4,29 millió |
| 43.  | 21. | Just Dessert                             | Sheldon Epps          | Tim Edwards                                                             | 2002. május 13.      | 3,98 millió |
| 44.  | 22. | Into the Woods                           | Sheldon Epps          | Mara Brock Akil                                                         | 2002. május 20.      | 4,73 millió |

## 3. évad (2002-2003)
| Sor. | Év. | Cím                                       | Rendező               | Író                                  | Premier              | Nézettség   |
| ---- | --- | ----------------------------------------- | --------------------- | ------------------------------------ | -------------------- | ----------- |
| 45.  | 1.  | Coming to Terms                           | Sheldon Epps          | Mara Brock Akil                      | 2002. szeptember 23. | 4,73 millió |
| 46.  | 2.  | Getting Our Acts Together                 | Sheldon Epps          | Lamont Ferrell és Norman Vance Jr.   | 2002. szeptember 30. | 4,59 millió |
| 47.  | 3.  | Secrets and Eyes                          | Mary Lou Belli        | Regina Y. Hicks                      | 2002. október 7.     | 4,88 millió |
| 48.  | 4.  | Star Craving Mad                          | Mary Lou Belli        | Michael B. Kaplan                    | 2002. október 14.    | 5,24 millió |
| 49.  | 5.  | Don't Leave Me a Loan                     | Mary Lou Belli        | Tim Edwards                          | 2002. október 21.    | 4,62 millió |
| 50.  | 6.  | Invasion of the Gold Digger               | Mary Lou Belli        | Keith Josef Adkins                   | 2002. október 28.    | 5,46 millió |
| 51.  | 7.  | Blinded By the Lights                     | Steve Zuckerman       | Karin Gist                           | 2002. november 4.    | 4,83 millió |
| 52.  | 8.  | Handling Baggage                          | Sheldon Epps          | Lamont Ferrell és Norman Vance Jr.   | 2002. november 11.   | 5,14 millió |
| 53.  | 9.  | The Mommy Returns                         | Leonard R. Garner Jr. | Kevin Marburger és Michele Marburger | 2002. november 18.   | 4,75 millió |
| 54.  | 10. | A Little Romance                          | Leonard R. Garner Jr. | Gloria Ketterer                      | 2002. november 25.   | 4,37 millió |
| 55.  | 11. | Santa v. Monica                           | Sheldon Epps          | Michael B. Kaplan                    | 2002. december 16.   | 5,13 millió |
| 56.  | 12. | Take This Poem and Call Me in the Morning | Katy Garretson        | Lamont Ferrell és Norman Vance Jr.   | 2003. január 6.      | 4,42 millió |
| 57.  | 13. | Howdy Partner                             | Leslie Kolins Small   | Tim Edwards                          | 2003. január 7.      | 2,14 millió |
| 58.  | 14. | Single Mama Drama                         | Sheldon Epps          | Lamont Ferrell és Norman Vance Jr.   | 2003. február 3.     | 3,69 millió |
| 59.  | 15. | Happy Valentine's Day...Baby?             | Ken Whittingham       | Mara Brock Akil                      | 2003. február 10.    | 4,37 millió |
| 60.  | 16. | Sex, Lies and Books                       | Sheldon Epps          | Regina Y. Hicks                      | 2003. február 17.    | 3,06 millió |
| 61.  | 17. | A Stiff Good Man Is Easy to Find          | Sheldon Epps          | Keith Josef Adkins                   | 2003. február 24.    | 3,86 millió |
| 62.  | 18. | Runaway Bridesmaid                        | Sheldon Epps          | Karin Gist                           | 2003. február 24.    | 3,56 millió |
| 63.  | 19. | The Pact                                  | Katy Garretson        | Kevin Marburger és Michele Marburger | 2003. március 17.    | 3,47 millió |
| 64.  | 20. | Where Everyone Knows My Name              | Sheldon Epps          | Regina Y. Hicks                      | 2003. április 21.    | 4,11 millió |
| 65.  | 21. | Too Much Sharin'                          | Sheldon Epps          | Michael B. Kaplan                    | 2003. április 28.    | 4,05 millió |
| 66.  | 22. | Blood Is Thicker Than Liquor              | Mary Lou Belli        | Mark Alton Brown és Dee LaDuke       | 2003. május 5.       | 3,88 millió |
| 67.  | 23. | The Fast Track & the Furious              | Leonard R. Garner Jr. | Susan Watanabe                       | 2003. május 12.      | 4,26 millió |
| 68.  | 24. | The Wedding Part 1                        | Salim Akil            | Mara Brock Akil                      | 2003. május 19.      | 4,73 millió |
| 69.  | 25. | The Wedding Part 2                        | Salim Akil            | Mara Brock Akil                      | 2003. május 19.      | 4,73 millió |

## 4. évad (2003-2004)
| Sor. | Év. | Cím                                             | Rendező               | Író                                  | Premier              | Nézettség   |
| ---- | --- | ----------------------------------------------- | --------------------- | ------------------------------------ | -------------------- | ----------- |
| 70.  | 1.  | Some Enchanted Evening                          | Leonard R. Garner Jr. | Mara Brock Akil                      | 2003. szeptember 15. | 4,16 millió |
| 71.  | 2.  | If It's Broke, Fix It                           | Leonard R. Garner Jr. | Mark Alton Brown és Dee LaDuke       | 2003. szeptember 22. | 5,01 millió |
| 72.  | 3.  | Snoop, There It Is                              | Sheldon Epps          | Regina Y. Hicks                      | 2003. szeptember 29. | 4,36 millió |
| 73.  | 4.  | You Ain't Gotta Go Home but...You Know the Rest | Katy Garretson        | Norman Vance Jr.                     | 2003. október 6.     | 4,32 millió |
| 74.  | 5.  | Hopelessly Devoted to Two                       | Sheldon Epps          | Karin Gist                           | 2003. október 13.    | 4,39 millió |
| 75.  | 6.  | Inherit the Lynn                                | Katy Garretson        | Kevin Marburger és Michele Marburger | 2003. október 20.    | 4,66 millió |
| 76.  | 7.  | And Baby Makes Four                             | Sheldon Epps          | Michael B. Kaplan                    | 2003. november 3.    | 4,05 millió |
| 77.  | 8.  | Viva Las Vegas                                  | Sheldon Epps          | Mara Brock Akil                      | 2003. november 10.   | 4,14 millió |
| 78.  | 9.  | Between Brock and a Hard Place                  | Sheldon Epps          | Veronica Chambers                    | 2003. november 17.   | 4,76 millió |
| 79.  | 10. | Don't You Want Me Baby?                         | Sheldon Epps          | Tim Edwards                          | 2003. november 24.   | 4,63 millió |
| 80.  | 11. | Merry Ex-mas                                    | Mary Lou Belli        | Keith Josef Adkins                   | 2003. december 15.   | 3,94 millió |
| 81.  | 12. | Prophet and Loss                                | Sheldon Epps          | Michael B. Kaplan                    | 2004. január 12.     | 3,84 millió |
| 82.  | 13. | Comedy of Eros                                  | Mary Lou Belli        | Tim Edwards                          | 2004. február 9.     | 3,82 millió |
| 83.  | 14. | Leggo My Ego                                    | Sheldon Epps          | Regina Y. Hicks                      | 2004. február 16.    | 4,03 millió |
| 84.  | 15. | Good Catch or Bad Hop?                          | Sheldon Epps          | Norman Vance Jr.                     | 2004. február 23.    | 3,42 millió |
| 85.  | 16. | On the Couch                                    | Sheldon Epps          | Mark Alton Brown és Dee LaDuke       | 2004. március 1.     | 3,80 millió |
| 86.  | 17. | Love, Peace and Hair Grease                     | Sheldon Epps          | Karin Gist                           | 2004. március 29.    | 3,88 millió |
| 87.  | 18. | Wieners and Losers                              | Sheldon Epps          | Regina Y. Hicks                      | 2004. április 12.    | 2,87 millió |
| 88.  | 19. | He Loves Her, He Loves Me Not                   | Sheldon Epps          | Keith Josef Adkins                   | 2004. április 26.    | 2,91 millió |
| 89.  | 20. | The Partnerless Partner                         | Sheldon Epps          | Michael B. Kaplan                    | 2004. május 3.       | 3,37 millió |
| 90.  | 21. | Just the Three of Us                            | Sheldon Epps          | Veronica Chambers                    | 2004. május 10.      | 3,65 millió |
| 91.  | 22. | Love Thy Neighbor                               | Sheldon Epps          | Kevin Marburger és Michele Marburger | 2004. május 17.      | 2,77 millió |
| 92.  | 23. | New York Bound                                  | Salim Akil            | Mara Brock Akil                      | 2004. május 24.      | 3,78 millió |
| 93.  | 24. | New York Unbound                                | Salim Akil            | Mara Brock Akil                      | 2004. május 24.      | 3,78 millió |

## 5. évad (2004-2005)
| Sor. | Év. | Cím                             | Rendező               | Író                                  | Premier              | Nézettség   |
| ---- | --- | ------------------------------- | --------------------- | ------------------------------------ | -------------------- | ----------- |
| 94.  | 1.  | L.A. Bound                      | Sheldon Epps          | Mara Brock Akil                      | 2004. szeptember 20. | 3,75 millió |
| 95.  | 2.  | The Rabbit Died                 | Sheldon Epps          | Mark Alton Brown és Dee LaDuke       | 2004. szeptember 27. | 3,73 millió |
| 96.  | 3.  | A Mile in Her Loubous           | Sheldon Epps          | Veronica Chambers                    | 2004. október 4.     | 3,91 millió |
| 97.  | 4.  | The J-Spot                      | Sheldon Epps          | Michael B. Kaplan                    | 2004. október 11.    | 4,04 millió |
| 98.  | 5.  | Maybe Baby                      | Sheldon Epps          | Karin Gist                           | 2004. október 18.    | 4,19 millió |
| 99.  | 6.  | Too Big for Her Britches        | Sheldon Epps          | Tim Edwards                          | 2004. október 25.    | 3,72 millió |
| 100. | 7.  | The Mother of All Episodes      | Sheldon Epps          | Mara Brock Akil                      | 2004. november 8.    | 3,92 millió |
| 101. | 8.  | When Hearts Attack              | Mary Lou Belli        | Regina Y. Hicks                      | 2004. november 15.   | 3,94 millió |
| 102. | 9.  | Who's Your Daddy?               | Mary Lou Belli        | Tim Edwards                          | 2004. november 22.   | 3,76 millió |
| 103. | 10. | Porn to Write                   | Leonard R. Garner Jr. | Mark Alton Brown és Dee LaDuke       | 2004. november 29.   | 3,67 millió |
| 104. | 11. | All the Creatures Were Stirring | Leonard R. Garner Jr. | Regina Y. Hicks                      | 2004. december 13.   | 3,62 millió |
| 105. | 12. | P.D.A.-D.O.A.                   | Sheldon Epps          | Mark Alton Brown és Dee LaDuke       | 2005. január 3.      | 3,74 millió |
| 106. | 13. | All in a Panic                  | Katy Garretson        | Karin Gist                           | 2005. február 7.     | 4,02 millió |
| 107. | 14. | Great Sexpectations             | Roger Christiansen    | Michael B. Kaplan                    | 2005. február 14.    | 3,57 millió |
| 108. | 15. | The Way We Were                 | Sheldon Epps          | Kevin Marburger és Michele Marburger | 2005. február 21.    | 3,87 millió |
| 109. | 16. | See J-Spot Run                  | Sheldon Epps          | Veronica Chambers                    | 2005. február 28.    | 3,96 millió |
| 110. | 17. | Good News, Bad News             | Sheldon Epps          | Shauna Robinson                      | 2005. március 28.    | 3,57 millió |
| 111. | 18. | Kids Say the Darndest Things    | Sheldon Epps          | Prentice Penny                       | 2005. április 25.    | 3,57 millió |
| 112. | 19. | The Bridges of Fresno County    | Sheldon Epps          | Michael B. Kaplan                    | 2005. május 2.       | 3,41 millió |
| 113. | 20. | The Bridges of Fresno County    | Sheldon Epps          | Mark Alton Brown és Dee LaDuke       | 2005. május 9.       | 3,75 millió |
| 114. | 21. | Wedding on the Rocks            | Sheldon Epps          | Regina Y. Hicks                      | 2005. május 16.      | 4,42 millió |
| 115. | 22. | ...With a Twist                 | Sheldon Epps          | Mara Brock Akil                      | 2005. május 23.      | 4,36 millió |

## 6. évad (2005-2006)
| Sor. | Év. | Cím                                        | Rendező               | Író                                  | Premier              | Nézettség   |
| ---- | --- | ------------------------------------------ | --------------------- | ------------------------------------ | -------------------- | ----------- |
| 116. | 1.  | Fits & Starts                              | Gina Prince-Bythewood | Mara Brock Akil                      | 2005. szeptember 19. | 4,19 millió |
| 117. | 2.  | Odds & Ends                                | Gina Prince-Bythewood | Regina Y. Hicks                      | 2005. szeptember 26. | 3,73 millió |
| 118. | 3.  | And Nanny Makes Three                      | Roger Christiansen    | Kevin Marburger és Michele Marburger | 2005. október 3.     | 3,64 millió |
| 119. | 4.  | Latching On and Lashing Out                | Roger Christiansen    | Kevin Marburger és Michele Marburger | 2005. október 10.    | 4,00 millió |
| 120. | 5.  | Judging Edward                             | Salim Akil            | Vincent Brown                        | 2005. október 17.    | 4,24 millió |
| 121. | 6.  | Everything Old is New Again                | Roger Christiansen    | Tim Edwards                          | 2005. október 24.    | 3,40 millió |
| 122. | 7.  | Trail and Errors                           | Debbie Allen          | Karin Gist                           | 2005. november 7.    | 4,17 millió |
| 123. | 8.  | Hot Girl on Girl Action                    | Arlene Sanford        | Michael B. Kaplan                    | 2005. november 14.   | 3,67 millió |
| 124. | 9.  | Sleeping Dogs                              | Mary Lou Belli        | Kenya Barris                         | 2005. november 21.   | 3,83 millió |
| 125. | 10. | My Business, Not Your Business             | Eric Laneuville       | Prentice Penny                       | 2005. november 28.   | 3,76 millió |
| 126. | 11. | All God's Children                         | Vito J. Giambalvo     | Mark Alton Brown és Dee LaDuke       | 2005. december 12.   | 3,82 millió |
| 127. | 12. | The Music in Me                            | Keith Truesdell       | Vincent Brown                        | 2006. január 16.     | 3,11 millió |
| 128. | 13. | The It Girl                                | Eric Laneuville       | Mara Brock Akil                      | 2006. február 6.     | 3,92 millió |
| 129. | 14. | Work in Progress                           | Eric Laneuville       | Prentice Penny                       | 2006. február 13.    | 3,40 millió |
| 130. | 15. | Oh Hell Yes: The Seminar                   | Eric Laneuville       | Kevin Marburger és Michele Marburger | 2006. február 20.    | 3,54 millió |
| 131. | 16. | Game Over                                  | Mary Lou Belli        | Tim Edwards                          | 2006. február 27.    | 3,74 millió |
| 132. | 17. | I'll Be There for You... but Not Right Now | Mary Lou Belli        | Regina Hicks                         | 2006. március 27.    | 3,55 millió |
| 133. | 18. | The Game                                   | Salim Akil            | Mara Brock Akil                      | 2006. április 17.    | 3,54 millió |
| 134. | 19. | It's Raining Men                           | Linda Mendoza         | Karin Gist                           | 2006. április 24.    | 3,01 millió |
| 135. | 20. | I Don't Wanna Be a Player No More          | Linda Mendoza         | Kenya Barris                         | 2006. május 1.       | 2,85 millió |
| 136. | 21. | Party Over Here                            | Salim Akil            | Mara Brock Akil                      | 2006. május 8.       | 3,47 millió |
| 137. | 22. | Ain't Nothing Over There                   | Salim Akil            | Michael B. Kaplan                    | 2006. május 8.       | 3,47 millió |

## 7. évad (2006-2007)
| Sor. | Év. | Cím                                                     | Rendező            | Író                                  | Premier            | Nézettség   |
| ---- | --- | ------------------------------------------------------- | ------------------ | ------------------------------------ | ------------------ | ----------- |
| 138. | 1.  | After the Storm                                         | Salim Akil         | Mara Brock Akil                      | 2006. október 1.   | 2,74 millió |
| 139. | 2.  | In Too Deep                                             | Salim Akil         | Regina Y. Hicks                      | 2006. október 8.   | 2,85 millió |
| 140. | 3.  | Bad Blood                                               | Salim Akil         | Mark Alton Brown és Dee LaDuke       | 2006. október 16.  | 3,08 millió |
| 141. | 4.  | Hustle & Dough                                          | Mary Lou Belli     | Vincent Brown                        | 2006. október 23.  | 2,81 millió |
| 142. | 5.  | Everybody Hates Monica                                  | Arlene Sanford     | Karin Gist                           | 2006. október 30.  | 3,13 millió |
| 143. | 6.  | If You Can't Stand the Heat, Get Out of the Boonies     | Mary Lou Belli     | Prentice Penny                       | 2006. november 6.  | 2,92 millió |
| 144. | 7.  | Just Joan                                               | Salim Akil         | Gregory Storm                        | 2006. november 13. | 2,98 millió |
| 145. | 8.  | Kareokee-Dokee                                          | Salim Akil         | Kevin Marburger és Michele Marburger | 2006. november 20. | 2,81 millió |
| 146. | 9.  | He Had a Dream                                          | Roger Christiansen | Mark Alton Brown és Dee LaDuke       | 2006. november 27. | 2,98 millió |
| 147. | 10. | I'll Have a Blue Line Christmas                         | Debbie Allen       | Regina Y. Hicks                      | 2006. december 11. | 2,81 millió |
| 148. | 11. | Wrong Side of the Tracks                                | Mary Lou Belli     | Vincent Brown                        | 2007. január 22.   | 2,25 millió |
| 149. | 12. | I Want My Baby Back                                     | Debbie Allen       | Kevin Marburger és Michele Marburger | 2007. január 29.   | 2,35 millió |
| 150. | 13. | Hot for Preacher                                        | Vito J. Giambalvo  | Karin Gist                           | 2007. február 5.   | 2,71 millió |
| 151. | 14. | Time To Man Up                                          | Eric Laneuville    | Prentice Penny                       | 2007. február 12.  | 2,64 millió |
| 152. | 15. | Willie He Or Won't He Part III: This Time It's Personal | Millicent Shelton  | Michael B. Kaplan                    | 2007. február 19.  | 2,24 millió |
| 153. | 16. | What Had Happened Was...                                | Mary Lou Belli     | Karin Gist                           | 2007. február 26.  | 2,46 millió |
| 154. | 17. | Church Lady                                             | Keith Truesdell    | Kevin Marburger és Michele Marburger | 2007. március 19.  | 2,15 millió |
| 155. | 18. | Operation Does She Yield                                | Vito Giambalvo     | Michael B. Kaplan                    | 2007. március 26.  | 2,58 millió |
| 156. | 19. | A Dingo Ate My Dream House                              | Roger Christiansen | Lorin Wertheimer és Shawn Thomas     | 2007. április 23.  | 2,34 millió |
| 157. | 20. | A House Divided                                         | Keith Truesdell    | Mark Alton Brown és Dee LaDuke       | 2007. április 30.  | 2,48 millió |
| 158. | 21. | To Be Determined                                        | Salim Akil         | Regina Y. Hicks                      | 2007. május 7.     | 2,89 millió |
| 159. | 22. | It's Been Determined                                    | Salim Akil         | Mara Brock Akil                      | 2007. május 7.     | 2,89 millió |

## 8. évad (2007-2008)
| Sor. | Év. | Cím                                              | Rendező           | Író                                  | Premier            | Nézettség   |
| ---- | --- | ------------------------------------------------ | ----------------- | ------------------------------------ | ------------------ | ----------- |
| 160. | 1.  | Range of Emotions                                | Debbie Allen      | Mara Brock Akil                      | 2007. október 1.   | 2,57 millió |
| 161. | 2.  | Baghdad, My Bad                                  | Debbie Allen      | Regina Y. Hicks                      | 2007. október 8.   | 2,53 millió |
| 162. | 3.  | Where Did Lynn-Digo?                             | Debbie Allen      | Kevin Marburger és Michele Marburger | 2007. október 15.  | 2,43 millió |
| 163. | 4.  | Losing It                                        | Millicent Shelton | Mark Alton Brown és Dee LaDuke       | 2007. október 22.  | 2,21 millió |
| 164. | 5.  | Good Grief                                       | Millicent Shelton | Prentice Penny                       | 2007. október 29.  | 2,25 millió |
| 165. | 6.  | Spree To Be Free                                 | Millicent Shelton | Karin Gist                           | 2007. november 5.  | 1,99 millió |
| 166. | 7.  | Snap Back                                        | Mary Lou Belli    | Golden Brooks                        | 2007. november 12. | 2,17 millió |
| 167. | 8.  | Save the Last Dance                              | Mary Lou Belli    | Vanessa Middleton                    | 2007. november 19. | 1,80 millió |
| 168. | 9.  | R.E.S.P.E.C.T. Find Out What it Means to William | Mary Lou Belli    | Michael B. Kaplan                    | 2007. november 26. | 2,28 millió |
| 169. | 10. | Deck the Halls with Bags and Folly               | Debbie Allen      | Regina Y. Hicks                      | 2007. december 10. | 2,07 millió |
| 170. | 11. | Adapt to Adopt                                   | Debbie Allen      | Mark Alton Brown és Dee LaDuke       | 2008. február 4.   | 1,96 millió |
| 171. | 12. | What's Black-A-Lackin'?                          | Tracee Ellis Ross | Kevin Marburger és Michele Marburger | 2008. február 11.  | 1,69 millió |
| 172. | 13. | Stand and Deliver                                | Debbie Allen      | Prentice Penny                       | 2008. február 11.  | 1,93 millió |